# Gisbert Longolius
Gisbert (Gybertus) Longolius (Utrecht, ca. 1507 – Keulen, 30/31 mei 1543), geboren als Gijsbert van Langerack, was een Nederlandse humanist. Van 1539 tot 1542 was hij hoogleraar Grieks aan de oude Universiteit van Keulen. Ook was hij lijfarts van de Keulse aartsbisschop Hermann von Wied (1477-1552).
Longolius bezat een bibliotheek van minstens 148 titels, die hij van talrijke handgeschreven glossen voorzag.

## Jeugd en opleiding
Onder zijn voorouders waren de Heren van Langeraeck. Hij studeerde van 1524 tot 1527 aan de Universiteit van Keulen. Later volgde hij lessen van humanist en arts Johannes Caesarius (1468-1550).
In 1534 en 1535 reisde Longolius naar Italië. Hij verbleef in Bologna en Ferrara en misschien ook in Padua. Aan de Universiteit van Bologna en de Universiteit van Ferrara studeerde hij samen met classicus en arts Johannes Sinapius (1505-1560), die zich later bekeerde tot het protestantisme en met wie hij op 23 juni 1535 in Ferrara zijn doctoraat in de Geneeskunde behaalde. Op zijn terugreis kort daarna bezorgde hij brieven uit Ferrara bij Erasmus (ca. 1467–1536) in Bazel. Waarschijnlijk heeft hij in Italië de naam Longolius aangenomen, mogelijk geïnspireerd door Christophe des Longueil (1488-1522) die zich Christophorus Longolius noemde.
Ook reisde hij naar Straatsburg, waar hij waarschijnlijk via het College van H. Wilhelmus van Malavalle in Stift St. Thomas in contact kwam met de hervormers en humanisten Philipp Melanchthon (1497-1560) en Joachim Camerarius de Oude (1500-1574) die in Wittenberg en later in Leipzig actief waren.

## Deventer
In 1535 werd hij door het stadsbestuur van Deventer aangenomen als stadsarts en kort daarna werd hij aangesteld als rector van de Latijnse School. In Deventer zette hij zijn werk als uitgever van werken van klassieke auteurs voort, en stelde hij in 1536 nieuwe schoolregels op die hij vervolgens waarschijnlijk ook op zijn reis naar Straatsburg meenam voor het aldaar in 1538 opgerichte gymnasium. Een kopie van deze leges bleef daar eeuwenlang bewaard in het Thomaskapittel.

## Keulen
Op verzoek van het bestuur van de Universiteit van Keulen vroeg de gemeenteraad van Keulen in oktober 1538 aan Longolius als hoogleraar Grieks. In Keulen werkte hij niet alleen als hoogleraar, maar ook als uitgever, arts en natuurwetenschapper. De botanicus Carolus Figulus meldde in 1540 dat Longolius aan een plantenboek werkte. In 1544 bewerkte William Turner (1775-1851) het fragment “Dialogus de avibus” (“Over vogels”) uit de nalatenschap van Longolius, dat nog steeds wordt gebruikt als belangrijke bron voor de zoölogie van hoendervogels.

## Rostock
In 1542 reisde Longolius met Johannes Bronckhorst (Johannes Noviomagus/Neomagus) (1494-1570) uit Nijmegen en Johannes Strubbe (Ioannes Strubius) (1510-1558) uit Deventer naar Rostock, waar hij een – in 1544 postuum door Ludwig Dietz (†1559) te Rostock gepubliceerde “Studii litterarii publici in academia Rostochiensi diligens et accurata restauratio” (“Een zorgvuldige en grondige herziening van het onderwijs aan de Academie van Rostock”) – hervorming van de Universiteit van Rostock voorbereidde.

## Overlijden en nalatenschap
Longolius stierf onverwacht eind mei 1543, nadat hij in april 1543 naar Keulen was teruggekeerd, officieel om zijn bibliotheek op te halen en naar Rostock te brengen, maar vermoedelijk omdat hij door Melanchthon als onderwijshervormer naar Keulen gehaald was.
Omdat hij had deelgenomen aan een eucharistische “sub utraque” werd hij beschouwd als een protestant en verzetten de geestelijkheid van Keulen en de universiteit zich tegen zijn begrafenis in Keulen. Longolius werd daarom in Bonn begraven door Melanchthon en Martin Bucer (1491-1551). Melanchton schreef een elegie op hem dat verscheen in Corpus Reformatorum.
Longolius’ boeken werden kort na zijn dood door zijn weduwe verkocht aan Johannes Cincinnius (1485-1555), die deze combineerde met zijn eigen boekencollectie. Toen Cincinnius In 1555 stierf, kwamen al zijn boeken in het bezit van de Abdij van Werden. Na de reformatie werd het grootste deel van de kloosterbibliotheek overgenomen door een voorganger van de Universitäts- und Landesbibliothek Düsseldorf (ULB Düsseldorf), waar ze zich nog altijd bevinden.
In Deventer is een straat naar hem vernoemd, de Longoliusstraat in de Zwolsewijk.
- Biblioteca Nacional de España: XX4891280
- Bibliothèque nationale de France: cb13192007h (data)
- Gemeinsame Normdatei: 118930095
- International Standard Name Identifier: 0000 0001 2099 0513
- Library of Congress Control Number: n90602966
- Nationale Bibliotheek van Tsjechië: mzk2008464114
- Nederlandse Thesaurus van Auteursnamen: 073795518
- Istituto Centrale per il Catalogo Unico: BVEV018170
- LIBRIS: 280094
- Système universitaire de documentation: 068526806
- Trove: 816500
- Virtual International Authority File: 9988943
- WorldCat: E39PBJhmMP8VqF4t6xmVwKxkXd